# Лев (Слюбич-Заленский)
Лев Слюбич-Заленский (по униатскому счислению Лев I; 1648—1708) — митрополит Киевский, Галицкий и всея Руси Русской униатской церкви.

## Биография
Родился в 1648 году на Волыни в местечке Любич близ Луцка; происходил из польских дворян Заленских.
Вступил в Базилианский орден в Супрасльском монастыре, затем отправился учиться за границу, сперва в Ольмюц, затем в Папскую греческую коллегию Святого Афанасия в Рим. По окончании образования вернулся в Литву и поселился в Жировицах.
В конце 1676 году он присутствовал на 1-м Гродненском сейме, а в 1677 году стал епископом Владимирским, после кратковременного коадъюторства у своего предшественника.
В 1679 году Лев был рукоположен в епископы; в 1693 году он присутствовал на сейме Варшавском, а 15 ноября того же года сделался администратором униатской митрополии, причем продолжал заведовать Владимирской епархией и, кроме того, был назначен епископом Полоцким.
12 октября 1695 года он заступил место умершего митрополита Киприяна Жоховского и получил митрополичий сан, сохранив за собой все прежние должности.
Лев Заленский полностью подчинялся влиянию базилиан; 26 августа 1698 года он согласился на требование, чтобы назначать епископов только из членов их ордена, хотя в душе и не любил их. Во время неурядиц в Польше, порожденных сначала выборами короля, а затем Северной войной, церковь нуждалась в энергичном представителе. Лев Заленский не обладал должной энергией и не сумел добиться порядка в своей митрополии. В июле 1705 года Пётр Великий, слыша постоянные жалобы полоцкого православного населения на притеснения униатского духовенства, занялся расследованием этого дела; он потребовал к себе на суд и наказал двух особенно фанатичных католических епископов и супериора Полоцкого монастыря, равно как и других лиц, уличенных в зверских притеснениях православных. Затем Петр Великий потребовал к себе на суд и униатского митрополита, допустившего эти притеснения и насильственное обращение православных в унию. Тогда Лев бежал и 21 июля 1708 года скончался во Владимире-Волынском.